# Borșcivka, Lanivți
Borșcivka (în ucraineană Борщівка) este o comună în raionul Lanivți, regiunea Ternopil, Ucraina, formată numai din satul de reședință.

## Demografie
Componența lingvistică a comunei Borșcivka
     Ucraineană (98,66%)
     Rusă (1,17%)
     Alte limbi (0,17%)
Conform recensământului din 2001, majoritatea populației comunei Borșcivka era vorbitoare de ucraineană (98,66%), existând în minoritate și vorbitori de rusă (1,17%).